# Соответственное явление
Соотве́тственное явле́ние (межсистемное, междиалектное соответствие) — звено системы языка, которое в его частных системах (диалектах) выступает в разных своих проявлениях (в разных членах, вариантах), образуя диалектные различия. В сравнении с другими языковыми явлениями соответственное явление отличается тем, что представляет собой совокупность двух и более своих членов, представленных в разных диалектах, и является одновременно и элементом системы языка и элементом отдельной частной диалектной системы. Соответственные явления относятся к разным языковым уровням, имеют разную структуру (разное число членов и разные структурные отношения между членами), различаются по количеству охватываемых ими фактов в языке, могут иметь различную значимость в диалектном членении языков, в том числе и в разные периоды языкового развития. Соотношение соответственных и общих явлений для разных языков всегда неодинаково в зависимости от специфики строя их диалектов.
Члены соответственных явлений находятся в закономерных отношениях относительно друг друга, они взаимно исключаются в одном говоре и взаимозамещаются в разных, образуя своего рода тождество в каком-либо отношении, могут обозначать разные слова для выражения одного понятия: петух — кочет — певун и др.; могут выражаться в разном образовании фонемы, употребляющейся в одних и тех же морфемах: г, γ, h — [гус'], [γус'], [hус']; в разном звуковом оформлении падежной флексии в одном и том же типе склонения: у сестры́ — у сестре́ и т. д.

## Типы соответственных явлений

### Соответственные явления разных уровней языка
Соответственные явления, члены которых образуют диалектные различия, могут относиться к любой стороне структуры языка — фонетической системе, грамматическому строю, словарному составу.
- Фонетические соответственные явления:
  - Различия в составе фонем. При этом типе диалектных различий двум фонемам одного говора соответствует одна фонема в другом. Различение ц и ч' в одних говорах и неразличение в других (наличие только ц); наличие о и ô в одних говорах и только о в других и т. д. Или в одном говоре представлена слабая фонема, в другом — сильная (или относительно сильная). В одних говорах на конце слова твёрдые и мягкие губные согласные не различаются (употребляются только твёрдые губные фонемы, слабые ло признаку твёрдости-мягкости), в других — различаются (то есть употребляются сильные по твёрдости-мягкости согласные): го́лу[п], кро[ф] в говорах периферии русского языка и го́лу[п'], кро[ф] и кро[ф'] в говорах центральной территории.
  - Различия в образовании (качестве) отдельных фонем, употребляющихся в одних и тех же словах и морфемах. Взрывное или фрикативное образование заднеязычной звонкой фонемы г или γ: но[г]а́, бер’о[г]у́с’ в севернорусском наречии и но[γ]а́, бер’о[γ]у́с’' в южнорусском. Различное образование долгих шипящих ш’ч’, ш':, ш: и т. д.; [ш’ч’ук], [ш':ук], [ш: ук] и т. д.
- Грамматические соответственные явления: Наличие общей формы дательного и творительного пад. мн. числа существительных и прилагательных: с пусты́м в’о́др[ам], к пусты́м в’о́др[ам] в говорах северного наречия и различение форм дательного и творительного пад. мн. числа: с пусты́ми в’о́др[ами], к пу́стым в’о́др[ам] в говорах южного наречия. Склонение некоторых слов в различных говорах по разным типам: зверь — зве́ря — зве́рю (муж. рода) в одних говорах и зверь — зве́ри — зве́ри (жен. рода) в других и т. д.[4].
- Лексические соответственные явления:
  - Собственно лексические диалектные различия, то есть разные названия одних к тех же предметов и понятий на разных территориях: зе́лени, зеленя́, зе́ль (всходы ржи), гута́рить (говорить) в одних говорах и о́зимь (всходы ржи), ба́ять (говорить) в других.
  - К лексическим диалектным различиям относятся различия в грамматическом оформлении одного и того же слова на разных территориях (названия одного и того же предмета, имеющие один и тот же корень, но отличающиеся своими словообразовательными аффиксами): свекро́вь, свекры́, свекра́, свекро́ва, свекро́в’а, свекров’йа, свекро́вка, свекру́ха; различные окончания при склонении слова путь муж. рода и жен. рода в разных говорах.
  - Семантические диалектные различия (наличие на разных территориях разных значений одного и того же слова): слово паха́ть в большей части русских говоров относится к обработке земли, но в некоторых говорах обозначает подметать пол.
  - К области диалектных лексических различий относятся различия на разных территориях в месте ударения.
  - Диалектные различия в звуковом (точнее, фонематическом) оформлении отдельных слов и морфем. В случае если слова не имеют отношения к звуковой системе как таковой, они относятся непосредственно к лексическим диалектным различиям: ви́шня — вы́шня, кри́нка — кры́нка и т. п. Фонематическое различие также может иметь отношение и к грамматическому строю языка (разные окончания глагола: сиди́т и сиди́ть)[4].

### Двучленные и многочленные соответственные явления
Определение соответственных явлений как элементов системы языка, существующих в виде проявлений в различных диалектах этого языка, предполагает то, что они должны состоять как минимум из двух таких проявлений (членов, вариантов). Исходя из этого, соответственные явления разделяют на двучленные и многочленные, то есть состоящие из двух или более членов. При этом один из членов явления может быть равен нулю, то есть отсутствовать в одном из противопоставляемых диалектов. Число членов явления не всегда соотносится с числом диалектов в языке, оно может быть как меньшим, так и большим.
- Двучленные соответственные явления: Употребление согласного г смычно-взрывного образования в севернорусском наречии и γ фрикативного в южнорусском наречии. Окончание -т твёрдое при его наличии в форме 3-го лица глаголов ед. и мн. числа: но́си[т], но́с’а[т] в севернорусском наречии и окончание -т’ мягкое: но́си[т'], но́с’а[т'] в южнорусском наречии. Распространение слов, обозначающих посуду для приготовления теста: квашня́ (квашо́нка) в говорах северного наречия и дежа́ (де́жка) в говорах южного и др. В русском языке, разделяющемся на две крупные диалектные группы, наибольшее значение придаётся двучленным соответственным явлениям, так как на их основе одно наречие противостоит другому как определённая величина (распространение в пределах одного из наречий члена соответственного явления исключает его наличие в другом наречии, один компонент языкового комплекса взаимно замещается другим)[4].
- Многочленные соответственные явления: Наличию существительных в именительном пад. ма́тка и до́чка в севернорусском наречии противостоят на других территориях существительные в именительном пад. мать, дочь; ма́тер’, до́чер’; ма́ти, до́чи; ма́тер’а, до́чер’а и др. Наречию в значении очень — пора́то — в Поморской группе и в Лачских говорах противостоят различные формы наречий в этом же значении в других говорах: гора́зд (в северо-западной диалектной зоне), бо́льно (в северо-восточной диалектной зоне), ду́же (ду́жо) (в юго-западной диалектной зоне), ши́бко и др.[4]

### Противопоставленные и непротивопоставленные соответственные явления
Как правило, члены одного соответственного явления, распространённые на разных территориях языка и образующие диалектные различия, противопоставляются друг другу: произношению окончания -ы в форме родительного пад. ед. числа существительных жен. рода с окончанием -а и твёрдой основой у [жоны́] в севернорусских говорах противопоставляется произношение окончания -е в том же случае у [жене́] в южнорусских. Местоимению 3-го лица в форме именительного пад. мн. числа он[е́] в северо-восточной диалектной зоне противопоставляются формы местоимения он[ы́] и он[и́] на остальной территории распространения русского языка. Но существуют случаи, когда диалектному явлению одной части территории распространения языка или диалекта не оказывается эквивалента на другой его части. Такие соответственные явления называются непротивопоставленными, они, в отличие от противопоставленных явлений, встречаются чаще всего в области лексики и связаны с неодинаковыми специфическими явлениями в разных диалектах в материальной и духовной культуре, в исторически сложившихся понятиях, в природных условиях. Так, при наличии диалектного слова понёва в одних говорах русского языка отмечается его отсутствие в других ввиду отсутствия в этих последних соответствующего понятия. Таким образом, при двучленном лексическом соответственном явлении в данном случае второй член явления равен нулю. Непротивопоставленные диалектные особенности могут встречаться также в области грамматики.

### Простые и сложные соответственные явления
По числу измерений члены соответственного явления могут быть простыми или сложными. Простые члены соответственного явления имеют одно измерение: произношение сочетаний согласных дн, существующее в двух вариантах на разных территориях распространения русского языка (в слове дно как [н:]о или [дн]о, в слове холодно как хо́ло[н:]о или холо[дн]о), где каждый вариант не образует каких-либо разновидностей. Сложные члены соответственного явления имеют два или несколько измерений: характер безударного вокализма, существующий в северном наречии русского языка как различение безударных гласных, а в южном как неразличение безударных гласных, которое, в свою очередь, существует в виде структурных разновидностей в разных говорах наречия — различных типах аканья и яканья. Различению форм дательного и творительного пад. мн. числа существительных: с дом[а́ми], к дом[а́м] в южном наречии противопоставляется наличие общей формы дательного и творительного пад. в северном наречии, для которой характерны различные виды окончаний: к дом[а́м], с дом[а́м]; к дом[а́ма], с дом[а́ма]. Сложные члены соответственного явления сами образуют определённую языковую систему, выступающую в своих различных проявлениях в разных диалектах.

### Различие соответственных явлений по охвату фактов языка
Соответственные явления могут охватывать варианты отдельного единичного факта в одних случаях, в других — ограниченные в лексико-грамматическом отношении группы фактов, в третьих — неограниченное количество фактов, то есть могут относиться к системе языка в целом. К первому типу относят такие явления, как распространение местоимения сама в винительном пад. ед. числа: саму́, саму́йу; слова высокий с твёрдым или мягким начальным в: [ви]со́кой, [вы]со́кой. Ко второму типу относятся: Произношение ы на месте о в отдельных словах (к[ры]ши́т, д[ры]жа́т, в к[ры]ви́, прог[лы]чу́); наличие в группе глаголов (да́ришь, ва́ришь, ва́лишь, та́щишь и др.) в основе о (до́ришь, во́ришь, во́лишь, то́щишь и др.) Соответственные явления третьего типа, представляющие собой целостные закономерности и реализуемые в неограниченном языковом материале: Смычно-взрывное образование задненёбной звонкой фонемы г и её чередование с к в конце слова и слога, или фрикативное γ, чередующееся с х в конце слова или слога; различение или неразличение гласных неверхного подъёма в предударных слогах после твёрдых согласных (оканье — аканье) и т. п., определяющие основные диалектные различия наречий русского языка.

## Появление термина в русской диалектологии
Соответственные явления как одна из основных категорий диалектологии наряду с другими составляют часть лингвогеографической теории, разработанной Московской диалектологической школой и впервые изложенной в книге Вопросы теории лингвистической географии. Изучение закономерностей распространения членов соответственных явлений было в центре внимания при подготовке пяти томов региональных атласов русских говоров (центральных областей к востоку от Москвы, центральных областей к западу от Москвы, северо-западных областей, юго-западных областей и центральных областей к северу от Москвы) и Диалектологического атласа русского языка, а также при разработке диалектного членения русского языка и составлении диалектологической карты русского языка 1965 года. Соответственные явления, или межсистемные (междиалектные) соответствия, с диалектными различиями как своими соотносительными элементами, являются фундаментальным понятием лингвогеографической концепции Московской диалектологической школы. Типология диалектных различий как объектов лингвистической географии разработана для разных языковых ярусов по разным признакам их структуры. Диалектные различия, образуемые членами соответственных явлений, в концепции структуры русского языка, разработанной Р. И. Аванесовым и развитой его учениками, стали пониматься не как различия в отдельных частных фактах, не связанных со строем языка в целом, а как элементы общей системы языка, которые в отдельных говорах (частных диалектных системах) выступают в разных своих проявлениях (соотносительных вариантах), образуя соотносительные ряды.